# Salomon Hermann Mosenthal
Salomon Hermann Mosenthal (Kassel, 14 gennaio 1821 – Vienna, 17 febbraio 1877) è stato un drammaturgo, scrittore e librettista tedesco.
Di famiglia ebraica, Mosenthal frequentò il ginnasio a Kassel e il politecnico a Karlsruhe. Nel 1841 si trasferì a Vienna dove lavorò come insegnante privato. Nel 1846 andò in scena il suo dramma Der Hollander Michel, seguito l'anno successivo da Die Sklavin, ma nessuno dei due ebbe un successo duraturo. Nel 1849 il suo dramma Cäcilia von Albano fu ben accolto da pubblico e critica e la sua opera successiva, Deborah, venne tradotta in diverse lingue. 
Mosenthal scrisse i libretti delle seguenti opere:
- Le allegre comari di Windsor di Carl Otto Nicolai,
- Die Folkunger di Edmund Kretschmer,
- La croce d'oro di Ignaz Brüll,
- La regina di Saba di Karl Goldmark,
- I bambini della steppa di Anton Rubinštejn,
- I Maccabei di Anton Rubinštejn,
- Mosè di Anton Rubinštejn.

Un volume di poesie di Mosenthal fu pubblicato a Vienna nel 1847, e l'edizione completa nel 1866. Una raccolta dei suoi scritti, per la quale aveva lasciato sue istruzioni, fu pubblicata in sei volumi a Stoccarda nel 1878.